# Josef Prokop (podnikatel)
Josef Prokop (mladší, 23. ledna 1872 Pardubice – 29. listopadu 1933 tamtéž) byl český strojní inženýr, konstruktér, podnikatel a politik strany mladočechů, starosta Pardubic, majitel továrny Josefa Prokopa synové na výrobu vodou a párou poháněných mlýnských strojů. Závod založený jeho otcem Josefem Prokopem starším se stal největším výrobním provozem na mlýnská strojní zařízení v Rakousku-Uhersku.

## Život a dílo

### Mládí
Narodil se v Pardubicích do rodiny továrníka Josefa Prokopa a jeho manželky Františky. Jeho otec, původní profesí hodinář, přišel do Pardubic z Nymburka, oženil se zde a založil na místě dnešního Východočeského divadla výrobu razítek a vinět. Nedlouho poté Prokop svou firmu přeorientoval na výrobu zemědělských strojů, kterou roku 1870 přesunul na dnešní Palackého třídu. Společnost vyráběla například secí stroje, brány a žentoury převážně vlastní konstrukce. Když bylo Josefovi mladšímu osm let, jeho otec zemřel a vedení podniku převzala vdova Františka Prokopová. Josef Prokop vystudoval vyšší reálné gymnázium v Pardubicích, poté strojírenství na ČVUT v Praze, kde získal inženýrský titul. Roční povinnou vojenskou službu strávil v řadách Rakousko-uherského námořnictva v Pule na Jadranu.

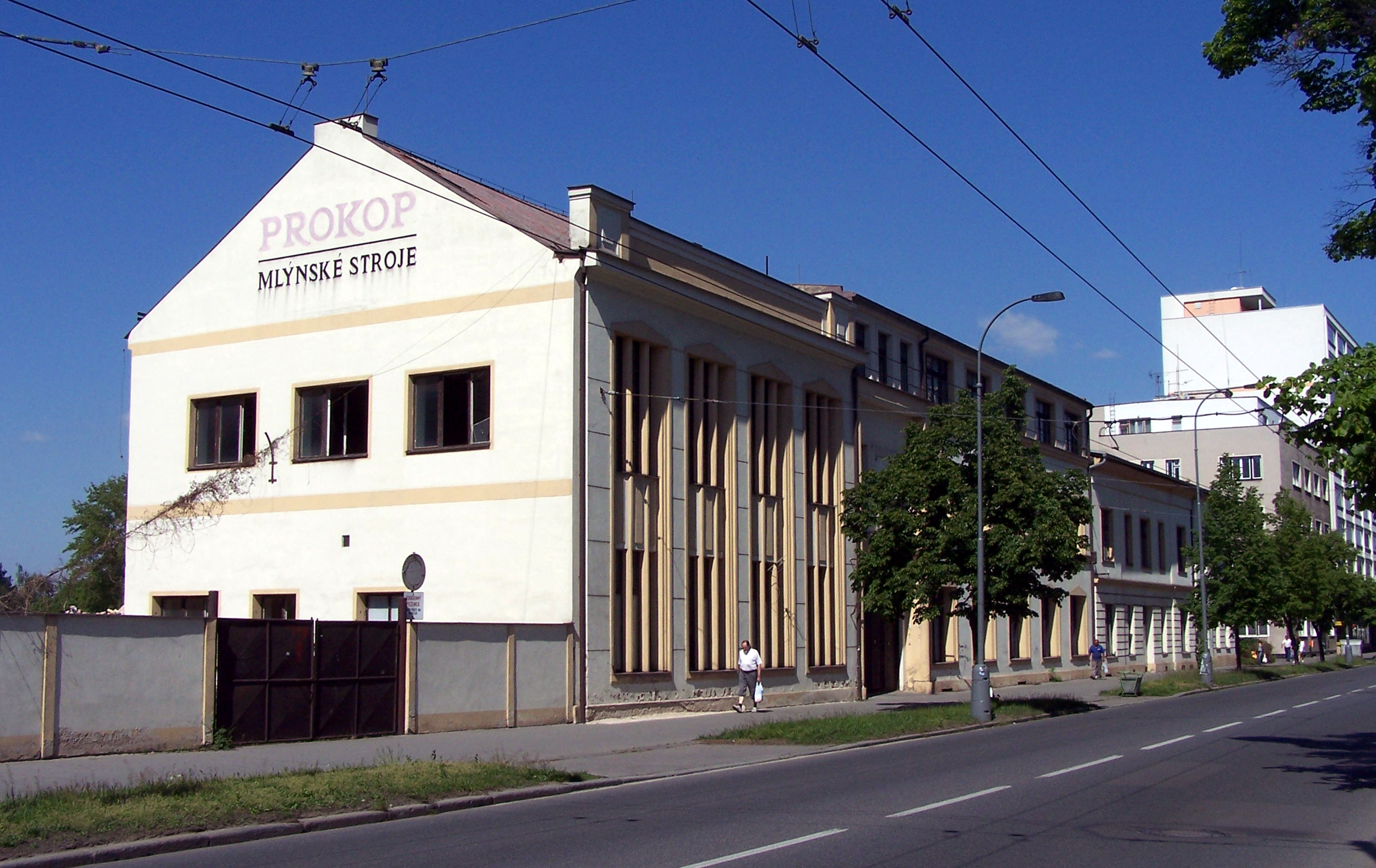
Budova Prokopky na pardubické Palackého třídě (roku 2011 zbořeno)

### Podnikání
Vrátil se do Pardubic a roku 1894 vstoupil spolu se svým bratrem Jaroslavem jako podílník do rodinné firmy, doposud řízené matkou. Absolvoval řadu studijních cest, např. do Německa, Švýcarska či Švédska, roku 1904 navštívil Spojené státy americké a Světovou výstavu v St. Louis. Když se pak roku 1905 stal jediným ředitelem podniku, přestavěl celý areál továrny a zmodernizoval ho podle amerických vzorů. Výkon podniku se znásobil a Prokopka běžně vyvážela do Francie, Německa, Skandinávie či Velké Británie. Sám Prokop se podílel na konstrukčních pracích v závodu a byl držitelem řady patentů. Firma se rovněž se svými cca 500 dělníky stala největším zaměstnavatelem ve městě.

### Starosta města
Josef Prokop se také zapojoval do společenského života v Pardubicích, byl dlouholetým členem městského zastupitelstva a předsedou správní rady městských elektrických podniků. Roku 1910 byl zvolen starostou města, tuto funkci vykonával až do roku 1915. Prosadil vznik náměstí Republiky, které se de facto stalo novým hlavním náměstím města, stavbu několika veřejných budov či mostu přes Chrudimku. Do funkce byl zvolen znovu, Prokop však odmítl převzít úřad podruhé. Za jeho přínos rozvoji a strojnictví mu byl udělen titul c. k. komerční rada. Byl také členem Národohospodářského ústavu při České akademii věd a umění či Obchodní a živnostenské komory v Praze.

Po vzniku Československa se jeho továrna stala největším výrobcem vybavení mlýnů ve střední Evropě, založila rovněž řadu poboček po celé republice. Jako firemní značku používala pouze označení Prokop. 

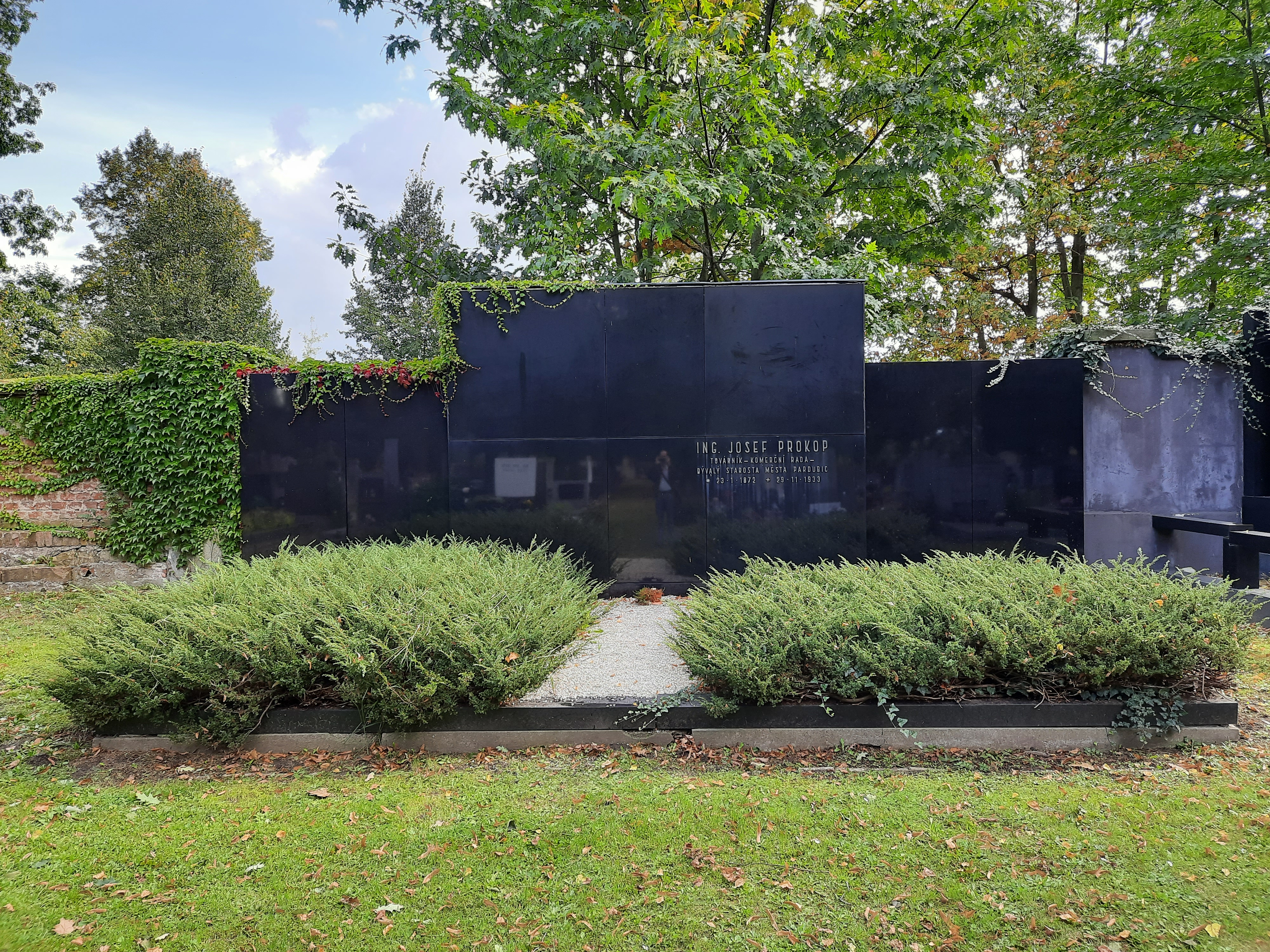
Hrobka Josefa Prokopa na Centrálním hřbitově v Pardubicích

### Úmrtí
Josef Prokop zemřel 29. listopadu 1933 v Pardubicích ve věku 61 let a byl pohřben v majestátní samostatné modernistické hrobce na místním Centrálním hřbitově. Hrobka je jednou z největších na celém pohřebišti.

### Po smrti
Po smrti Josefa Prokopa v roce 1933 přešlo vlastnictví firmy na jeho syna Josefa, dceru Marii a zetě Richarda Frieda, nedlouho poté ale přišla druhá světová válka, nucené přeorientování společnosti na zbrojní výrobu. V roce 1944 byla továrna poškozena pumami svrženými při náletu na nedalekou chemičku. Po válce se do společnosti vrátili původní majitelé, na sklonku roku 1945 na ni jako na strategický podnik byla uvalena národní správa a název se změnil na Prokop, n. p. Pardubice, od roku 1946 Továrny mlýnských strojů. Rodina Prokopova pak emigrovala do USA.
Na Prokopovu počest byl most přes Chrudimku, o který se zasloužil, pojmenován Prokopův most.